# Platysteira blissetti
Platysteira blissetti е вид птица от семейство Platysteiridae.

## Разпространение
Видът е разпространен в Гана, Гвинея, Камерун, Кот д'Ивоар, Либерия, Нигерия, Сиера Леоне и Того.